# Шутиков, Вадим Алексеевич
Вадим Алексеевич Шутиков (латыш. Vadims Šutikovs, род. 13 февраля 1967, Рига) — российский историк, писатель и коллекционер.
Исследователь истории малой пехотной лопаты, крупнейший в России знаток и коллекционер армейских лопат, инструктор по рукопашному лопаточному бою, автор первой в мире книги по истории МПЛ-50 и деятельности ГИУ (Главное инженерное управления) и ГВТУ (Главное военно-техническое управление) Русской Императорской армии.
Член Союза писателей Санкт-Петербурга.

## Биография
Родился 13 февраля 1967 года в Риге в семье военного, старшего помощника командира атомной подводной лодки, служившего в Лиинахамари, Гаджиево на Северном флоте. После окончания Рижской средней школы № 76 начал учёбу в Рижском Политехническом институте в 1984 году. Оттуда в 1985 году был призван в армию, где служил в командном пункте аэродрома истребительной авиации дежурным по связи. После армии окончил Рижский политехнический институт (инженер-электрик) и работал на Рижской ТЭЦ-1 начальником смены электроцеха. В 1999—2002 учился заочно в СПБ ИВЭСЭП, специальность — юриспруденция, специализация — гражданское право, авторское право.
С 2005 года живёт в Санкт-Петербурге. В качестве эксперта, консультанта и историка-исследователя ведет сотрудничество с Военно-историческим музеем артиллерии, инженерных войск и войск связи. В роли эксперта по малой пехотной лопате дает интервью в прессе, на радио, читает лекции. Передача Вадима Шутикова о МПЛ «Боевая подруга солдата» вышла в 2021 году на канале Дмитрия Пучкова (Гоблина).

## Литературная деятельность
Литературную деятельность начал в 2005 году с участия в сборнике Александра Покровского и других авторов «В море, на суше и выше».
Широкое признание в профессиональных кругах получил после публикации книги по истории малой пехотной лопаты. В рецензии на книгу главный редактор научного журнала Клио, доктор исторических наук, профессор, почетный работник высшего профессионального образования РФ, профессор-консультант ГАОУ ВО ЛО «Ленинградский государственный университет имени А. С. Пушкина» С. Н. Полторак пишет: «Главная ценность издания — колоссальный объем информации, большая часть которой в обобщенном виде публикуется впервые. Это издание представляет собой большую ценность и должно оказаться в центре внимания любого военного историка.»
Вадим Шутиков считается[кем?] крупнейшим в России специалистом по МПЛ-50 (и одним из немногих авторов книг по истории МПЛ в мире). В своей литературной деятельности он рассказывает широкой публике о забытых именах русских военных инженеров и воздухоплавателей, военных промышленников, изобретателей шанцевого инструмента — в жанре научно-популярной литературы.
В октябре 2022 года монография Вадима Шутикова «Малая пехотная лопатка в документах, чертежах, фотографиях» заняла первое место в литературном конкурсе, организованном Домом офицеров ЗВО.

### Книги и исторические исследования
Книги:
- Малая пехотная лопата. Курс лекций по работе с подручными предметами Части I—II. — СПб: 2010—2013
- Малая пехотная лопата в документах, чертежах, фотографиях. Часть I. — СПб: 2017
- Аэростаты и дирижабли в документах, чертежах, фотографиях 1783-1917 гг. Часть I. Аэростаты. — М.: Пятый Рим, 2018 — 296 С. — ISBN 978-5-4465-1836-4
- Малая пехотная лопата в документах, чертежах, фотографиях. Часть I. XIX век. — СПб: 2017. — 320 С. — ISBN 978-5-4465-1383-3
- Малая пехотная лопата в документах, чертежах, фотографиях Части II—III. XIX—XX века. — СПб: 2019. — 640 с.

Журнальные публикации в печатных изданиях Военно-исторического музея артиллерии, инженерных войск и войск связи ВИМАИВиВС:
- Шутиков В. А. Долгий путь лопаты Собашникова (рус.) // Бомбардир : журнал Военно-Исторического музея артиллерии. — 2021. — Ноябрь (№ 31). — С. 70—79.
- Шутиков В. А. Сохранность культурного наследия: Наука и практика // Шанцевый инструмент. Малая лопата на полях сражений: Сборник № 15. По материалам десятой международной научно-практической конференции «Война и оружие». — 2021.
- Шутиков В. А. Боевая лопата Модраха (рус.) // Бомбардир : журнал Военно-Исторического музея артиллерии. — 2022. — № 32. — С. 76—81.

Прочие журнальные публикации:
- Шутиков В. А. Жизнь после травмы (рус.) // Кэмпо (боевые искусства сегодня и вчера) : журнал. — 1999. — № 2 (40). — С. 47—48. — ISSN 0131-2382.

### Рассказы
- Батя // в сб.: Покровский А. и братья. В море, на суше и выше 3… — СПб: Инапресс, 2005. — 464 С. — ISBN 5-87135-162-X — С. 45-45
- О вертушках // там же, С. 46-46
- В нашем полку // там же, С. 47-49